# Tokyo Noise
Tokyo Noise är en svensk-dansk-finländsk-japansk dokumentärfilm från 2002 i regi av Kristian Petri, Jan Röed och Johan Söderberg.
Filmen skildrar Japan genom intervjuer gjorda med olika Tokyobor, däribland fotografen Nobuyoshi Araki, speldesignern Shono och musikern Mayuko Hino. Filmen premiärvisades den 1 november 2002 i Stockholm och Göteborg. Söderberg belönades med en Guldbagge 2003 för bästa ljudtekniker, mixare och kompositör.